# Pałac w Kopicach
Pałac w Kopicach – pałac w ruinie z XIX wieku w Kopicach w powiecie brzeskim, wpisany do rejestru zabytków nieruchomych województwa opolskiego, część zabytkowego zespołu pałacowo-parkowego, w którego skład wchodzą ponadto: park z  kaplicą grobową Schaffgotschów oraz folwark.

## Historia
Od 1360 roku Kopice były siedzibą rodu von Borsnitz, później znajdowały się w rękach rodziny von Beess (od 1450 roku). W 1534 roku posiadał je kanonik katedry wrocławskiej Baltzar von Neckern, po nim Jan Henryk Heymann von Rosenthal, Gotfryd von Spaetgen, a od 1751 roku śląska rodzina szlachecka von Sierstorpff. Rycerska siedziba została przebudowana na rezydencję w stylu klasycystycznym w 1783 roku według projektu opolskiego architekta Hansa Rudolpha. W 1859 roku obiekt zakupiony przez Hansa Ulryka von Schaffgotscha i Joannę Gryczik von Schomberg-Godulla, właścicielkę dóbr kopickich. Przebudowany w 1864 roku według projektu architekta Carla Lüdeckego z Wrocławia oraz mistrza budowlanego Konstantego Heidenreicha z Kopic. Ogród zaaranżował Wilhelm Hampel, który był Królewskim Ogrodnikiem. Obszernie nt. opisane zostało w książce Kopice. Historia utraconego piękna.. Po przebudowie pałac zyskał charakter w stylu neogotyku z elementami neorenesansowymi.
Ruiny pałacu od strony południowo-zachodniej otoczone są parkiem krajobrazowym o powierzchni 64 ha zaprojektowanym przez Wilhelma Hampla. W parku jest 10 stawów oraz okazy drzewostanu liściastego i iglastego. W parku znajduje się kilka interesujących budowli z drugiej połowy XIX wieku. Można tutaj wymienić wybudowany w roku 1870 tzw. "Pawilon Orientalny", znany również pod nazwą "Pawilonu Diany", jak również "Burgruine", czyli sztuczne ruiny wybudowane w roku 1873 na wzór średniowiecznego zamku, znane dzisiaj pod nazwą "Mysia Wieża". Warto wspomnieć również o znajdującej się wprawdzie w bardzo złym stanie technicznym "Pruskiej Kolumnie Zwycięstwa" (Siegessäule), wybudowanej w roku 1873.
Do lutego 1945 roku zespół pałacowo-parkowy był we władaniu rodziny von Schaffgotsch. W 1948 roku, w ramach likwidacji mienia podworskiego, przekazano do Muzeum Powiatowemu w Nysie obraz z wyposażenia pałacu, tj. Madonnę Lombardzką z XVI wieku, jest to prawdopodobnie jedyny zachowany obraz z tego obiektu. 7 października 1956 roku pałac został podpalony przez nieznanych sprawców, a w latach kolejnych rozgrabiony i zdewastowany. Nominalnie należał wówczas do Okręgowego Zarządu Lasów Państwowych w Katowicach. W 1990 roku zakupiony przez krakowskiego biznesmena Adama Koca oraz Violettę Koc za sumę 5000 złotych, płatne w ratach do 2014 roku. Inwestor obiecał gminie, że doprowadzi obiekt do stanu sprzed 1956 r. w ciągu 4 lat. Obietnicy nie dotrzymał. Budynek nadal ulegał dewastacjom i grabieżom. Obiekt utracił m.in.: rzeźbę świętej Elżbiety, świętej Jadwigi, rycerza Siboto, posąg Hansa Ulricha Schaffgotscha oraz fontannę.
W czerwcu 2008 roku pałac nabyło śląskie przedsiębiorstwo Zarmen, które zabezpieczyło prowizorycznie obiekt i przeprowadziło prace porządkowe.
Z zespołu została wywieziona figura św. Krzysztofa, którą po odrestaurowaniu ustawiono w pobliżu Collegium Minus w Opolu.
W lutym 2014 roku pałac został ponownie wystawiony na sprzedaż za kwotę 5 milionów złotych. Jesienią 2016 roku obiektem zainteresował się inwestor z Luksemburga. W styczniu 2017 roku zarejestrowana we Wrocławiu spółka Globucor Luxembourg Polska Sp. z o.o. (należąca do Globucor Luxembourg) ogłasza przejęcie całego kompleksu pałacowo-parkowego w Kopicach z przeznaczeniem na siedzibę Polsko-Niemieckiego Muzeum Historii oraz renaturyzację zabytkowego parku (55 ha). Projekt odbudowy pałacu zakładał 7 etapów w 7 lat i planowane nakłady 100 milionów euro. Miesiąc później odbyła się pierwsza konferencja prasowa na terenie Uniwersytetu Opolskiego, druga 1 marca 2017 r. w Warszawie. Wokół pałacu pojawił się monitoring, ruszyła wycinka kilkudziesięciu drzew graniczących z pałacem oraz drobne prace porządkowe wewnątrz pałacu. Pod koniec marca zapowiadany projekt stanął pod znakiem zapytania. Okazało się, że wbrew przekazywanym wcześniej informacjom, luksemburski inwestor nie jest właścicielem pałacu a także nie ma pieniędzy na jego zakup i planowaną odbudowę. W październiku 2017 roku luksemburski inwestor ostatecznie zrezygnował i ogłosił upadłość. Wówczas pałac w Kopicach został ponownie wystawiony na sprzedaż za sumę 6 milionów złotych (z gotowością do negocjacji).
28 października 2019 roku szczątki Schaffgotschów ponownie spoczęły w odnowionym mauzoleum przy kościele parafialnym w Kopicach. Inicjatorami remontu grobowca oraz ekshumacji byli ksiądz proboszcz Jarosław Szeląg i Maciej Mischok, społeczny opiekun zabytków w Kopicach.  
22 czerwca 2021 roku parafia w Kopicach i Maciej Mischok zorganizowali Pierwsze Kopickie Spotkania Pałacowe.  
7 sierpnia 2021 r. Janusz Skop, społeczny opiekun pałacu w Kopicach za zgodą ówczesnego właściciela zorganizował Pierwszy Dzień Otwartych Bram Pałacu w Kopicach.
28 stycznia 2022 roku pałac kupił opolski przedsiębiorca Joachim Wiesiollek, właściciel pałacu w Żyrowej.

## Architektura
Obiekt na planie litery L, o nieregularnej bryle. W części centralnej trzykondygnacyjny z herbem Schaffgotschów nad głównym wejściem, z ryzalitem i portykiem. Elewacje tynkowane, gładkie we fragmentach boniowane, pierwotnie licznie zdobione architektonicznymi detalami kamieniarskimi i rzeźbami Karola Kerna z Wrocławia. Dominanty bryły pałacu stanowiły dwie wieże czworoboczne (wyższa w części wschodniej) zwieńczone wysokimi dachami wielospadowymi z iglicami. Pierwotnie w skrzydle północno-wschodnim oranżeria i rozarium. W części południowej kaplica Najświętszego Serca Pana Jezusa. Pałac przekryty był wysokim dachem wielospadowym. Od strony północno-zachodniej kamienny most nad fosą pałacową połączoną ze stawem.
Pałac w Kopicach został wzniesiony dla hr. Joanny i hr. Hansa Schaffgotschów. Obiekt powstał w wyniku przebudowy i rozbudowy starszej, klasycystycznej rezydencji, zaprojektowanej przez Jana Rudolpha, architekta z Opola. Był to pałac trzykondygnacyjny na planie prostokąta o zwartej i symetrycznej bryle. Projekt „nowego pałacu” w stylu neogotyckim sporządził wrocławski architekt Carl Lüdecke oraz mistrz budowlany Konstanty Heidenreich z Kopic. Po rozbudowie, która realizowana była etapami od 1864 r., „stary pałac” stał się głównym korpusem nowego obiektu. Finalnie pałacowi nadano rzut na planie litery L. Stara część budynku zachowała wysokość trzech kondygnacji, zyskując reprezentacyjne wejścia w postaci ryzalitów z portykami od strony zachodniej i wschodniej, zwieńczonych bogato zdobionymi trójkątnymi szczytami. Dominanty wysokościowe pałacu stanowią dwie wieże czworoboczne. W pierwszym etapie rozbudowy powstała wieża południowa. Pierwotnie posiadała wysoki hełm na planie wydłużonego ośmioboku. Druga, niższa wieża (północna) posadowiona została bezpośrednio przy biegnącym, od strony północnej, wodnym kanale. Połączona jest z korpusem przewiązką z bramą przejazdową, a nakryta wysokim hełmem ostrosłupowym.
Główny korpus posiada układ trójtraktowy. W jego środkowym fragmencie znajdował się dwukondygnacyjny westybul z dwoma, usytuowanymi naprzeciw siebie, klatkami schodowymi, a także – od strony wschodniej – jadalnia ze sklepieniem gwiaździstym.
Od strony południowej do korpusu przylega jednonawowa kaplica pw. Najświętszego Serca Pana Jezusa. Posiadała ona wystrój neogotycki z przekryciem sklepieniami krzyżowo-żebrowymi. Prezbiterium zamknięte trójboczną absydą. Nad kruchtą empora organowa. W narożu południowo-zachodnim ośmioboczna dzwonnica z zegarem słonecznym. Wnętrze kaplicy doświetlone jest wysokimi, ostrołukowymi oknami z maswerkami, pierwotnie wypełnionymi witrażami. Ściany kaplicy posiadają przypory, wieńczone początkowo sterczynami. Wejście do kaplicy dekorowane jest portalem z łukiem typu ośli grzbiet, zaś u samej góry ściany znajdowała się rzeźba przedstawiająca Archanioła Michała.
W części środkowej dwukondygnacyjnego skrzydła północnego zlokalizowana była reprezentacyjna sala (tzw. sala rycerska) doświetlona dużym świetlikiem dachowym. We wschodniej części tego skrzydła funkcjonowały oranżeria i rozarium. Druga z reprezentacyjnych sal (tzw. sala zielona) znajdowała się w korpusie głównym, w jego północno-wschodniej części. Sala ta posiadała bardzo bogaty wystrój sztukatorski ścian oraz sufitu.
Elewacje pałacu są tynkowane, gładkie, we fragmentach boniowane, pierwotnie z bogatą dekoracją w postaci sztukaterii, reliefów, a także rzeźb autorstwa Carla Kerna z Wrocławia. Dekoracje sztukatorskie wypełniają m.in. pola nadokienne pierwszego piętra elewacji zachodniej. Część z nich jest ceramiczna w kolorze ceglastym. Elewacje wieńczone były ażurowymi attykami z motywem m.in. czteroliścia. Podobne dekoracje wieloliśćmi i rybimi pęcherzami posiadały balustrady tarasów i balkonów.
Pałac przykryty był wysokimi, wielospadowymi dachami. Nad korpusem głównym znajdował się symetryczny dach czterospadowy, a nad skrzydłem północnym symetryczny dach dwuspadowy, ze zdobionymi szczytami schodkowymi. Na najwyższych kalenicach umocowane były dekoracyjne metalowe grzebienie. Dach korpusu głównego posiadał także cztery nieduże lukarny, których formy nawiązywały do wieńczących portyki szczytów. Dwie mniejsze lukarny znajdowały się również w części przy kaplicy od strony wschodniej.
Ostatnią przebudowę pałacu w Kopicach, zaprojektował w latach 1896-1897 architekt Richard Jung, który był autorem przebudowy całego dominium w Kopicach.  
Na elewacji ogrodowej herby: Hansa Ulricha von Schaffgotsch i jego żony Joanny von Schomberg-Godulla
Elementy dekoracyjne elewacji, m.in. kartusze herbowe:
- na szczycie elewacji zachodniej,
- na elewacji wschodniej[20], poniżej sentencja w łac. Semper idem (Na zawsze tak samo)
- oraz trzy herby na ryzalicie elewacji zachodniej[21]

## Galeria

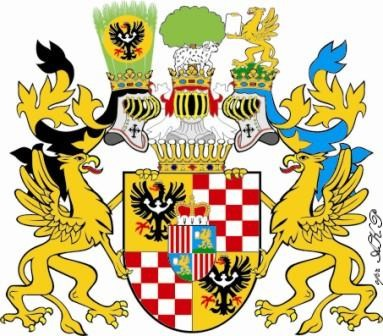
Herb hr. Schaffgotsch
Herb rodowy Schaffgotsch
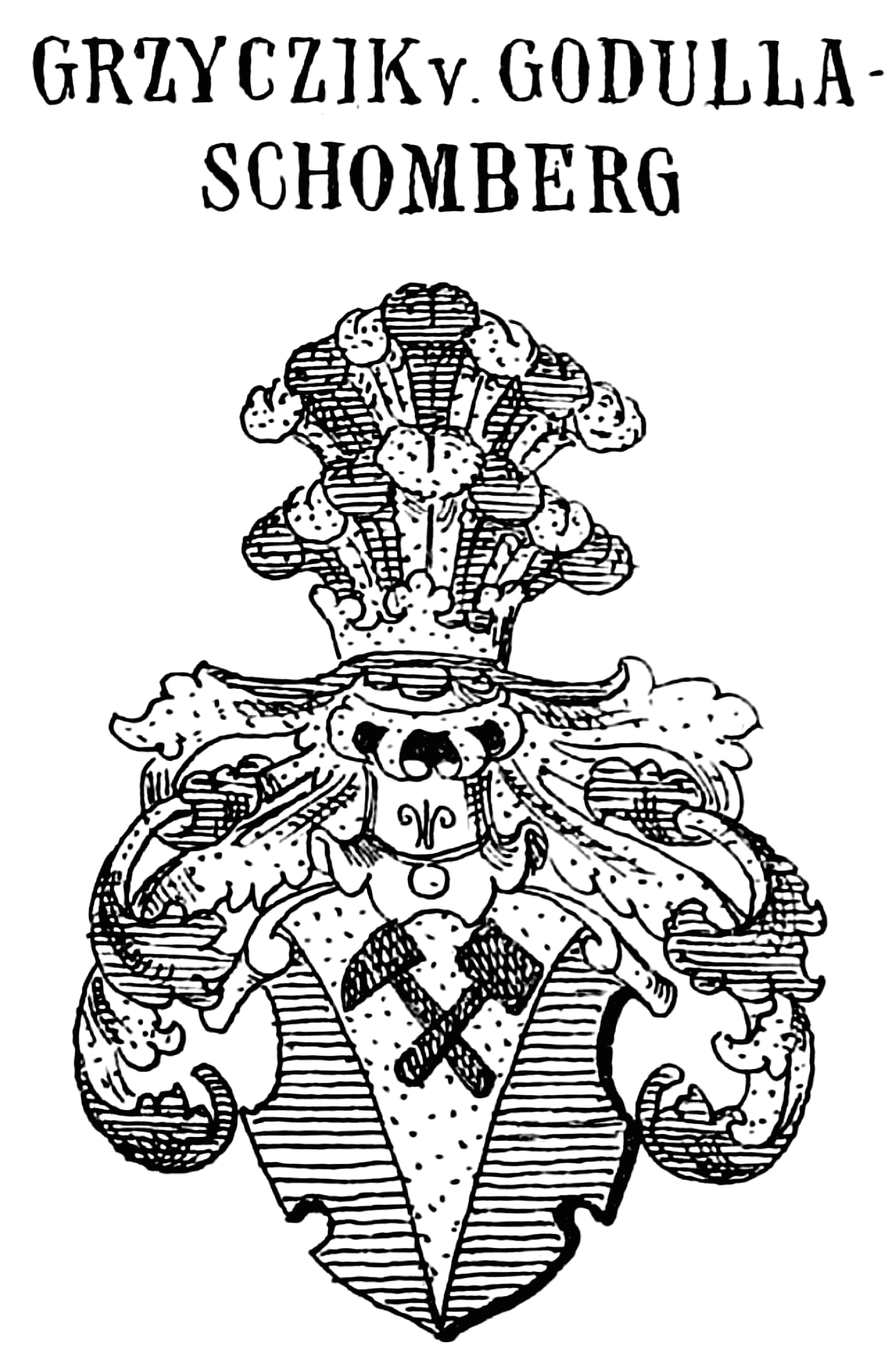
Herb Grzyczik Godulla Schomberg
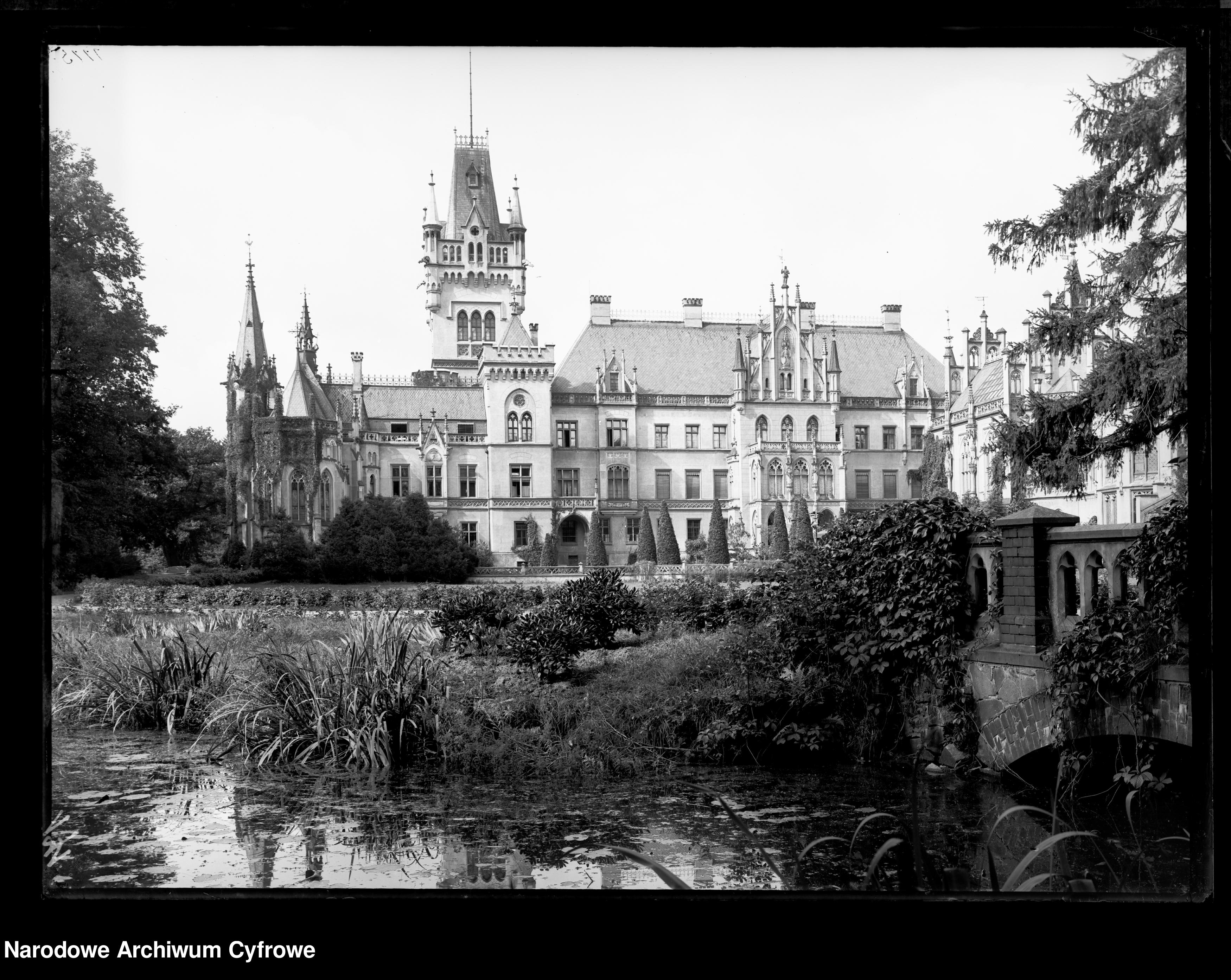
Pałac z lat 1918-1944
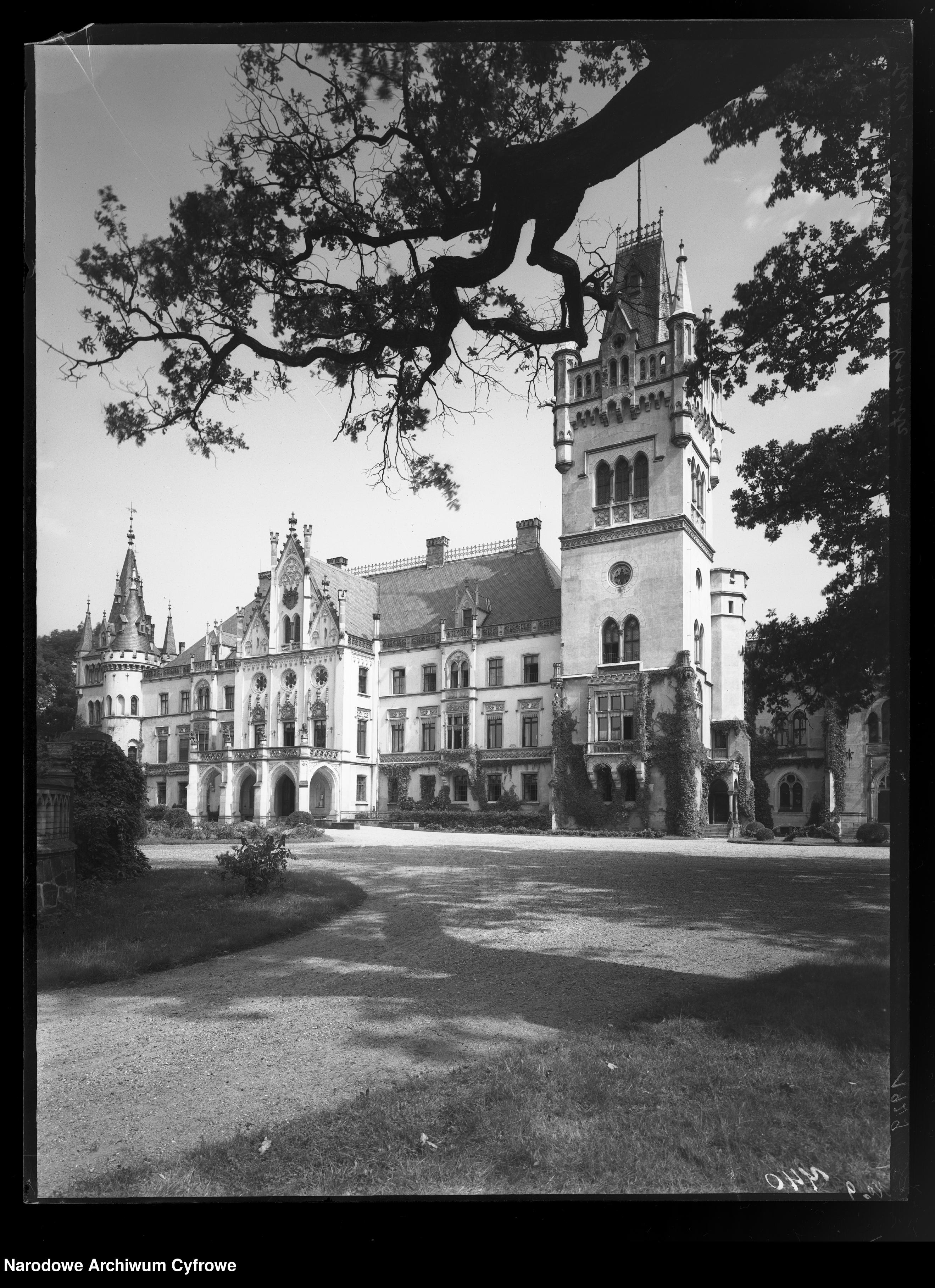
Pałac z lat 1918-1944
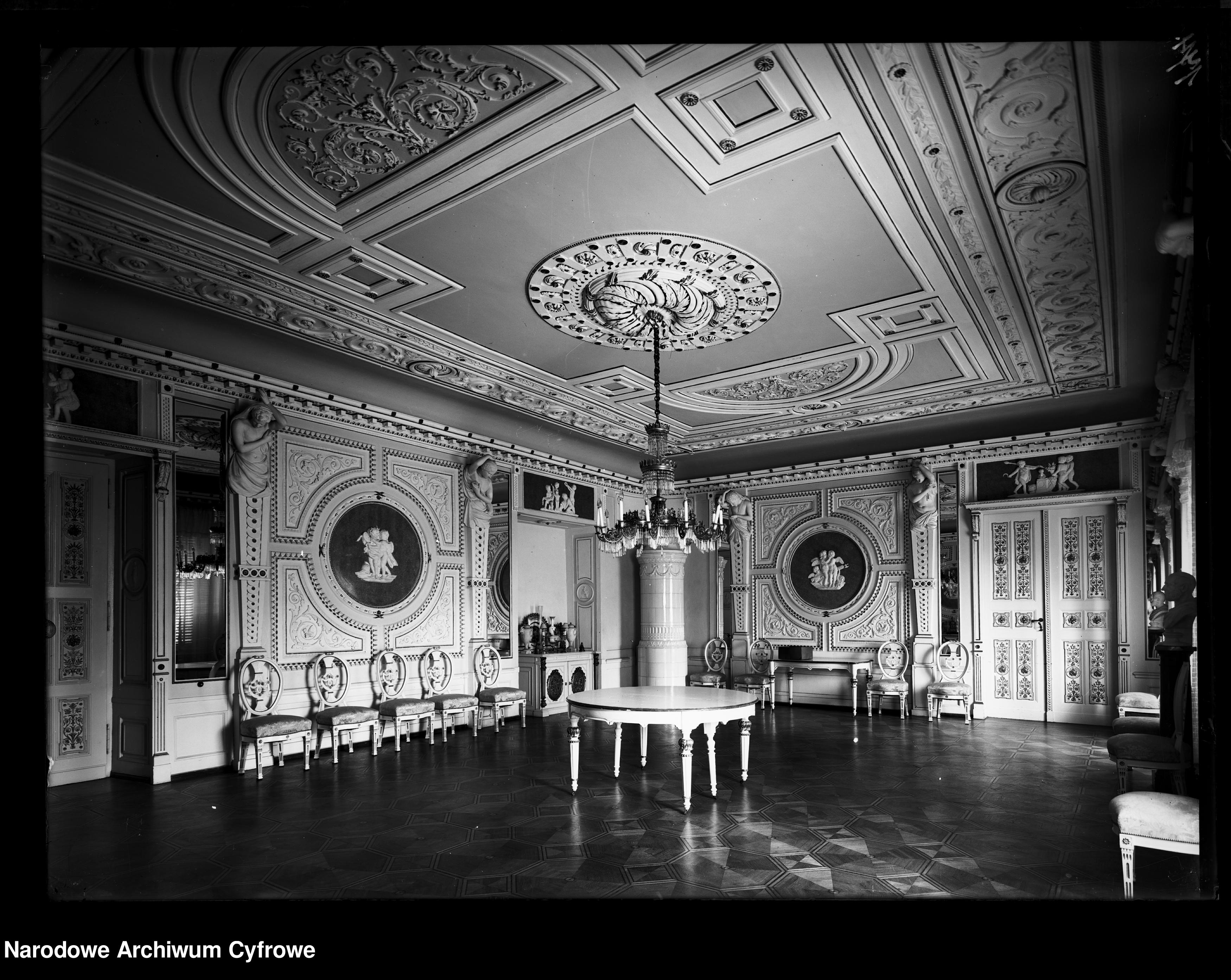
Wnętrza Pałac z lat 1920-1940
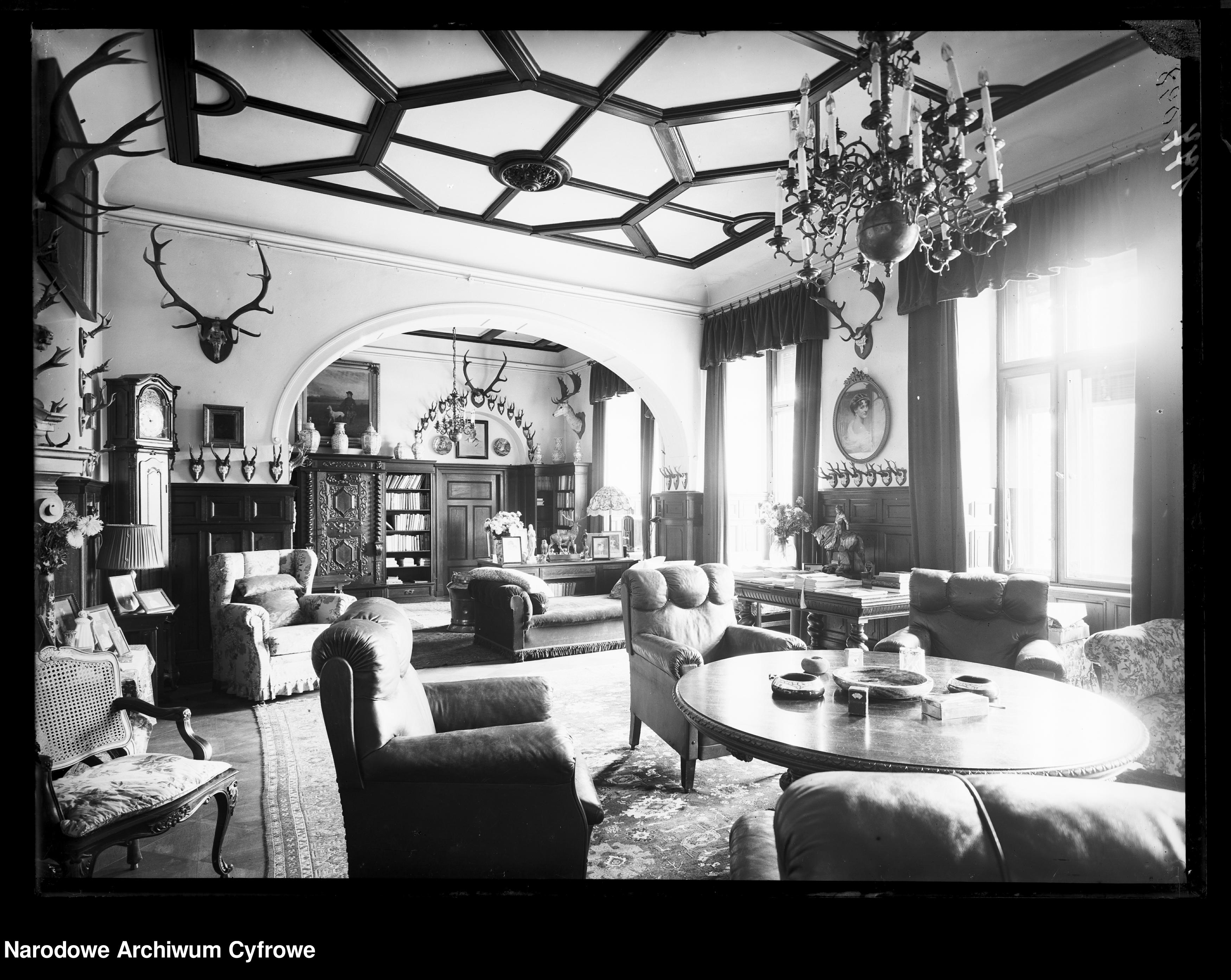
Wnętrza Pałac z lat 1920-1940
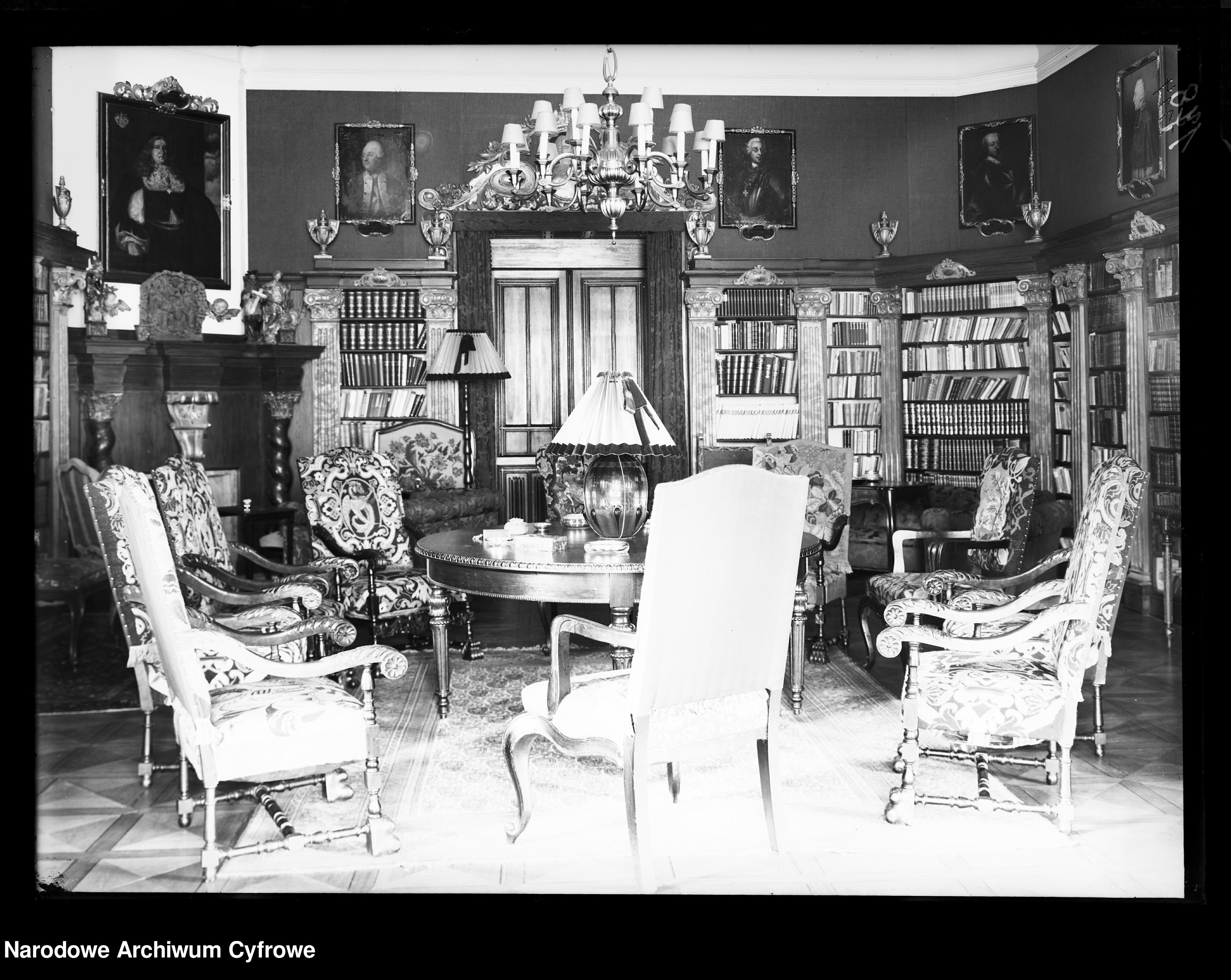
Wnętrze Pałac z lat 1920-1940
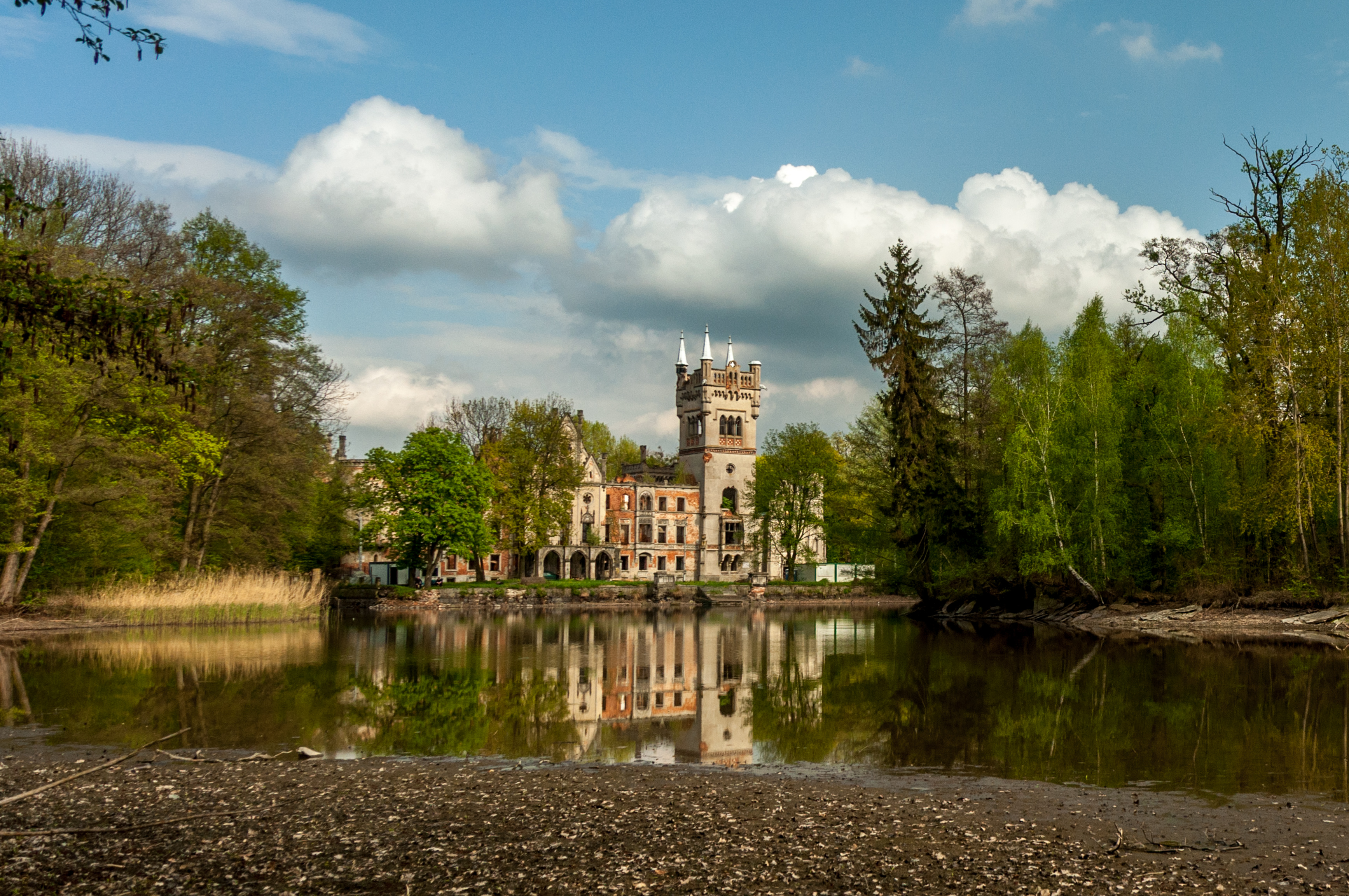
Widok na pałac i staw
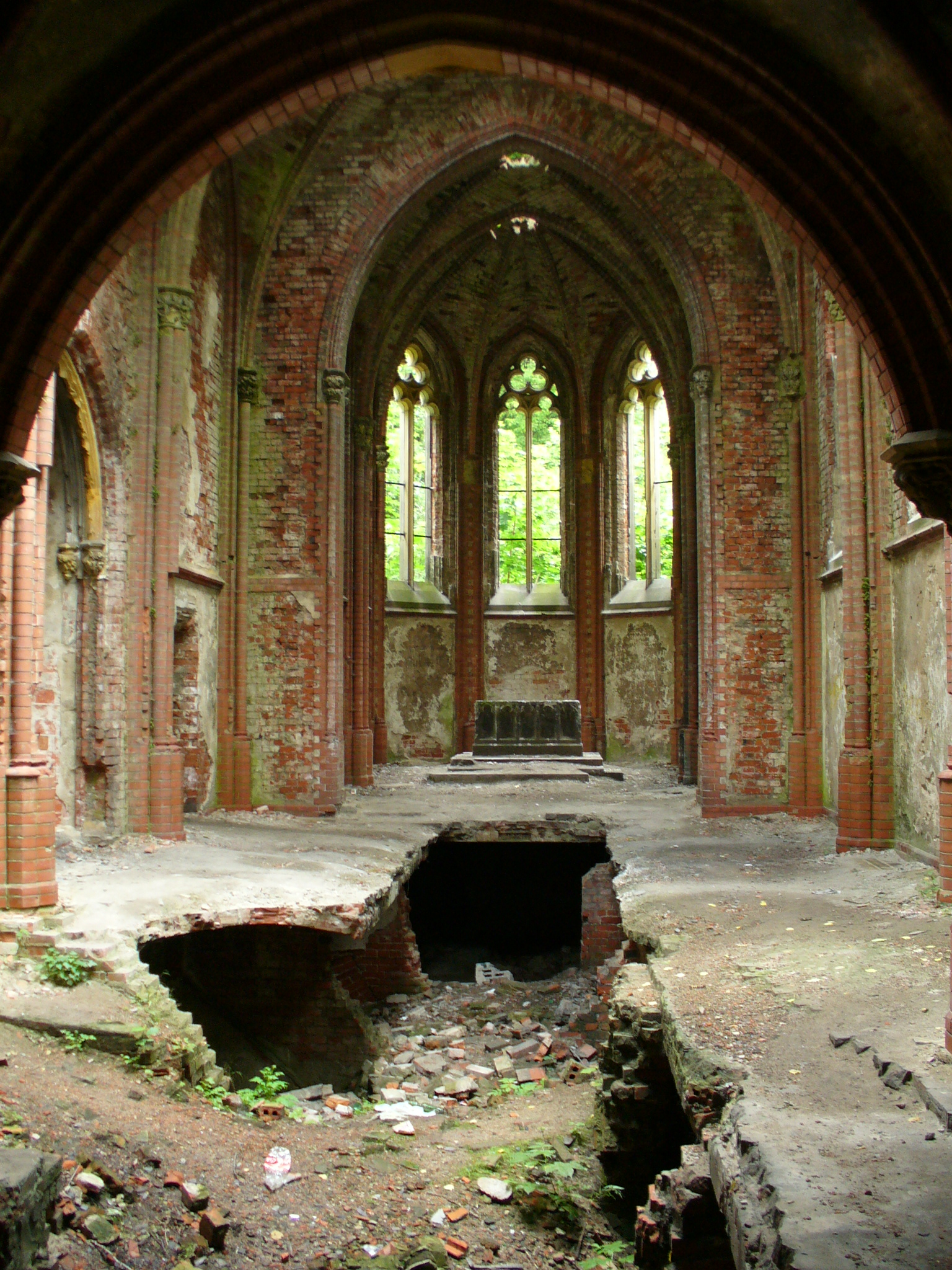
Zrujnowana kaplica pałacowa
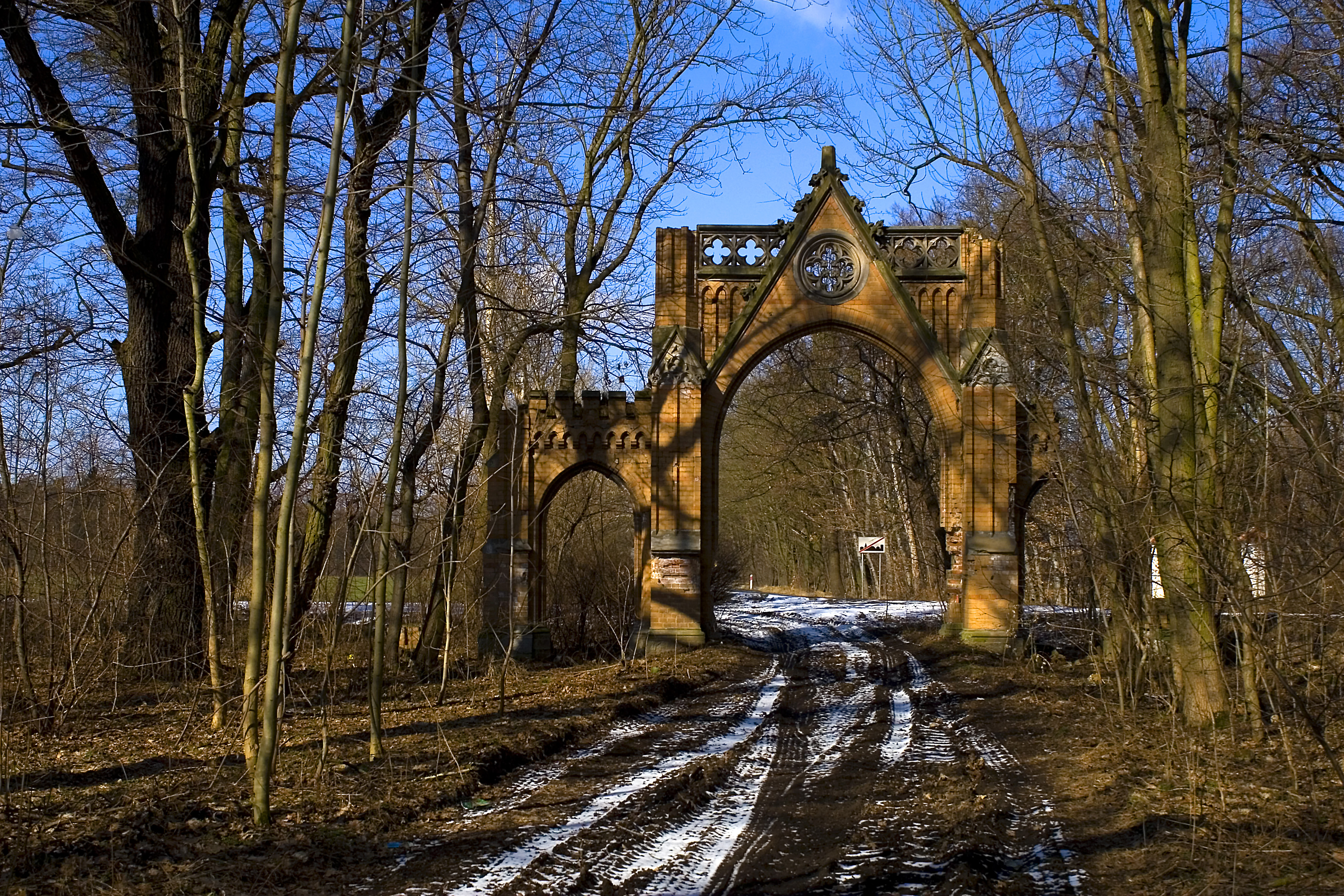
Brama w parku (XIX w.)
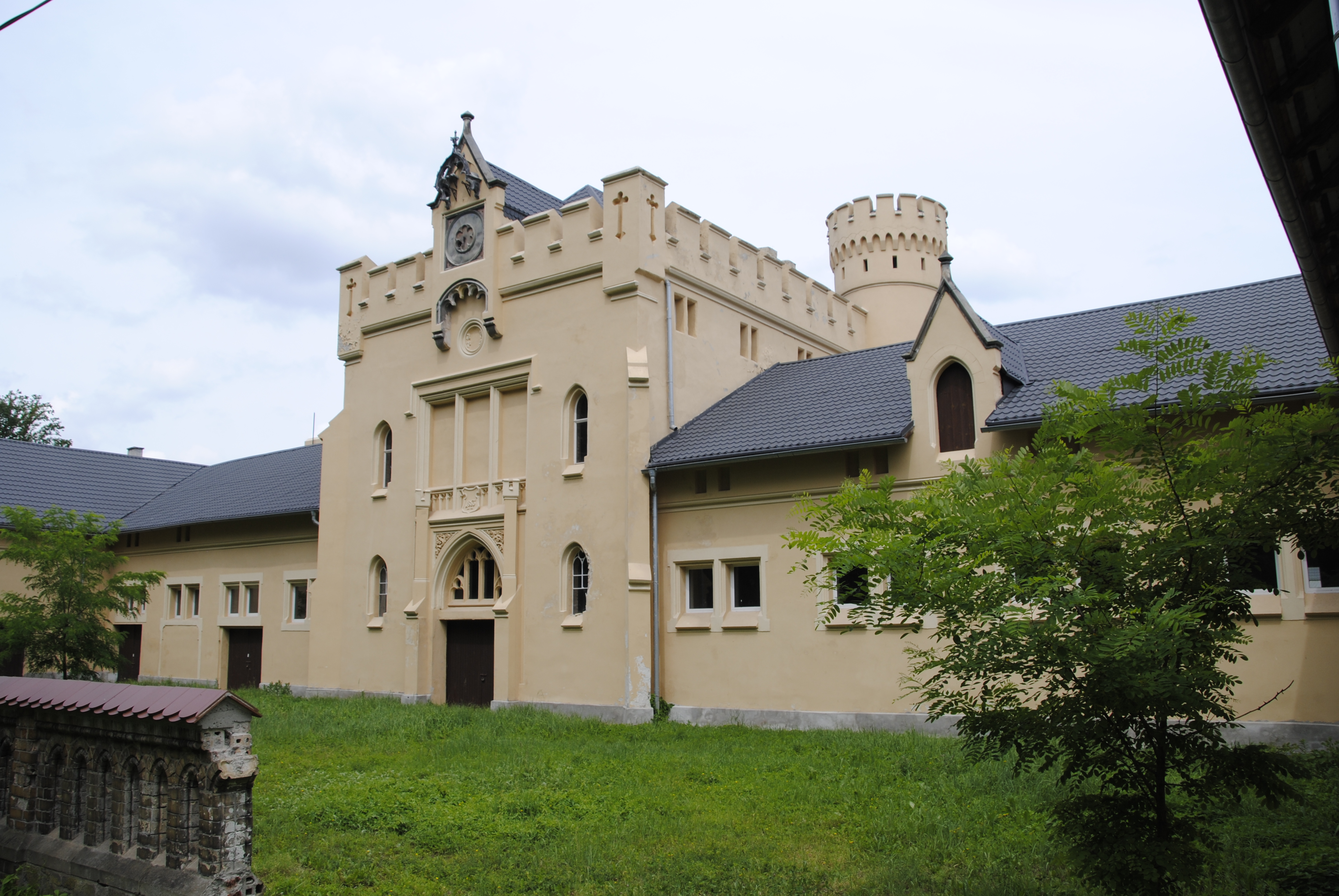
Stajnie pałacowe
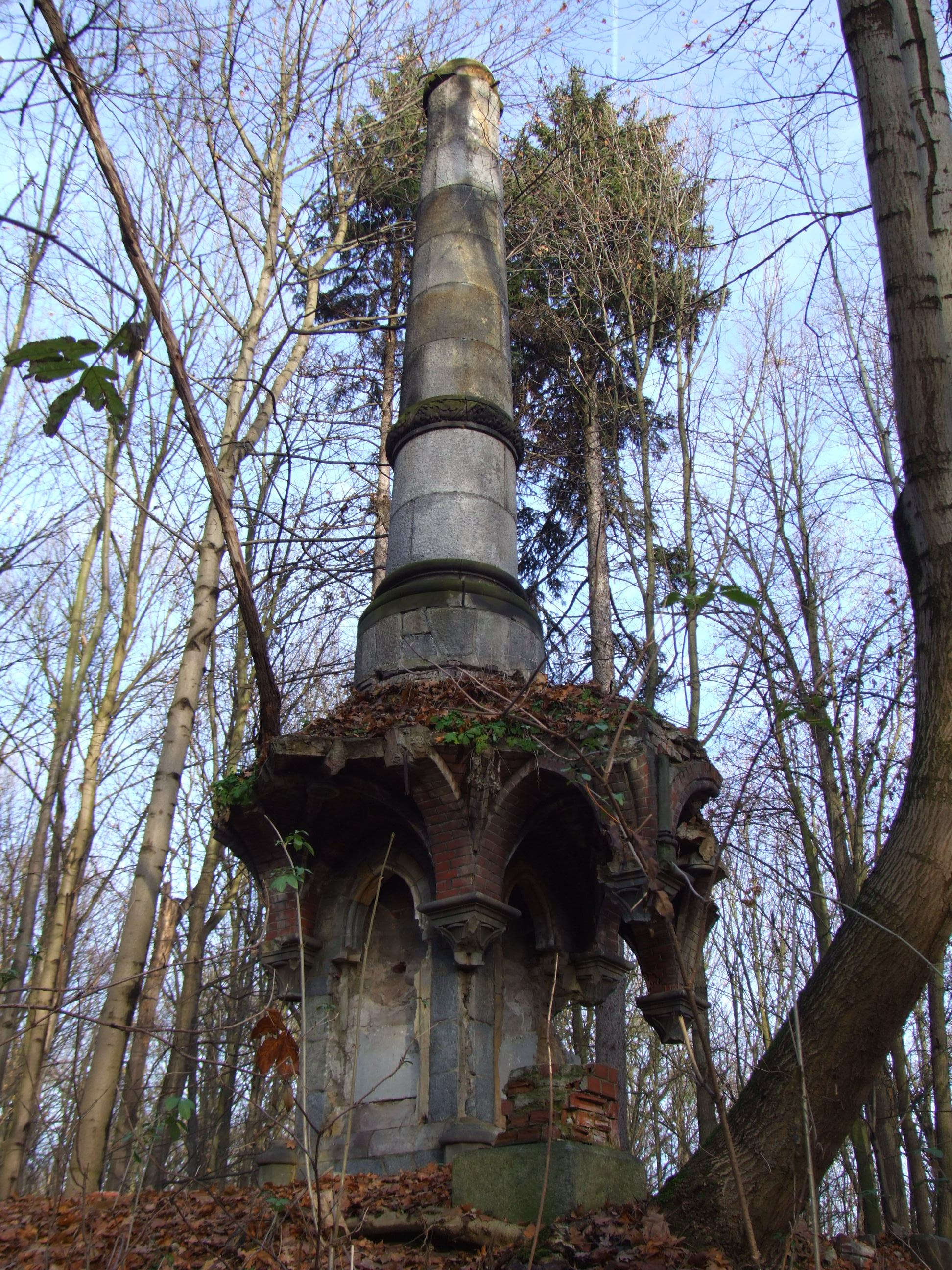
Pruska kolumna zwycięstwa
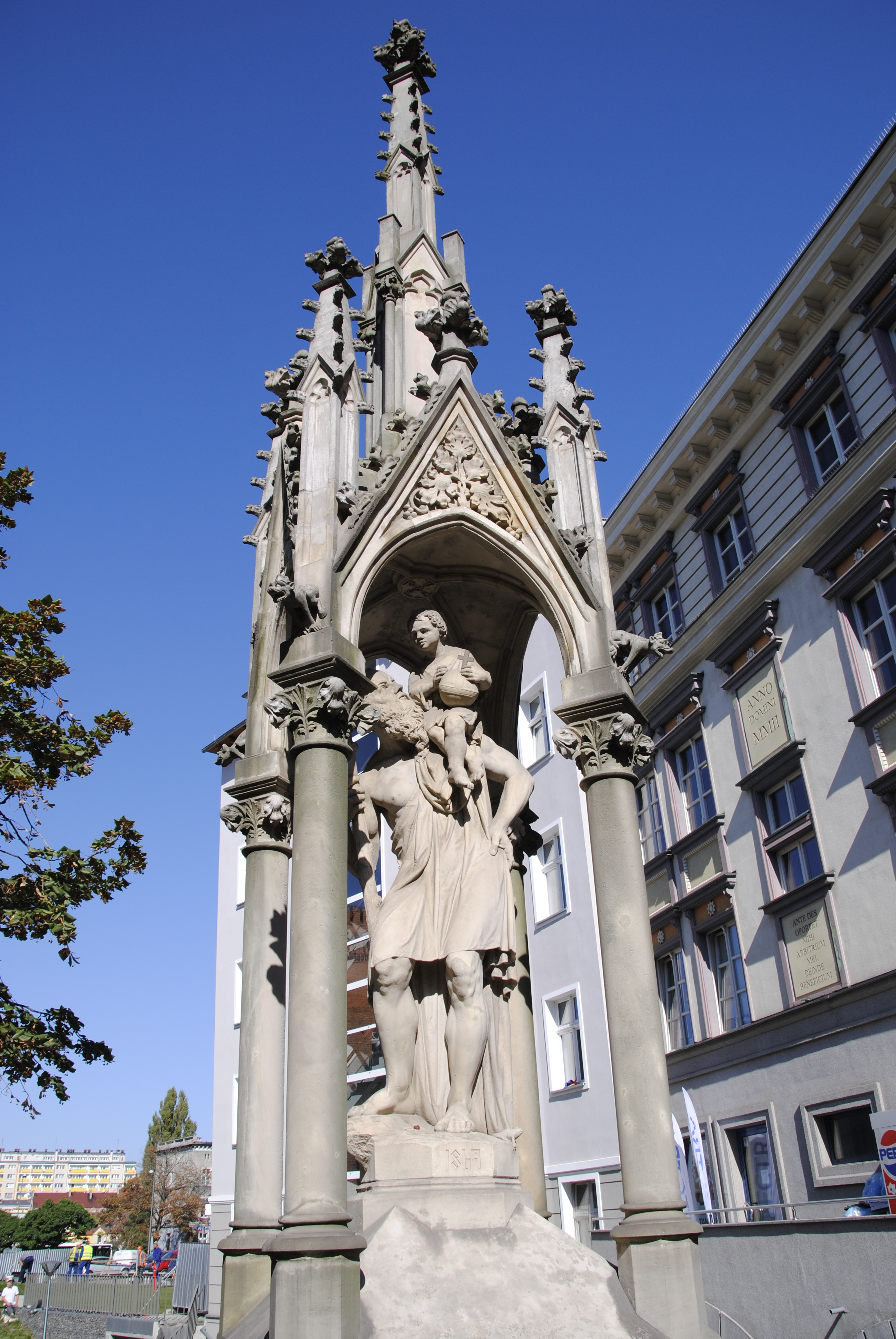
Figura św. Krzysztofa
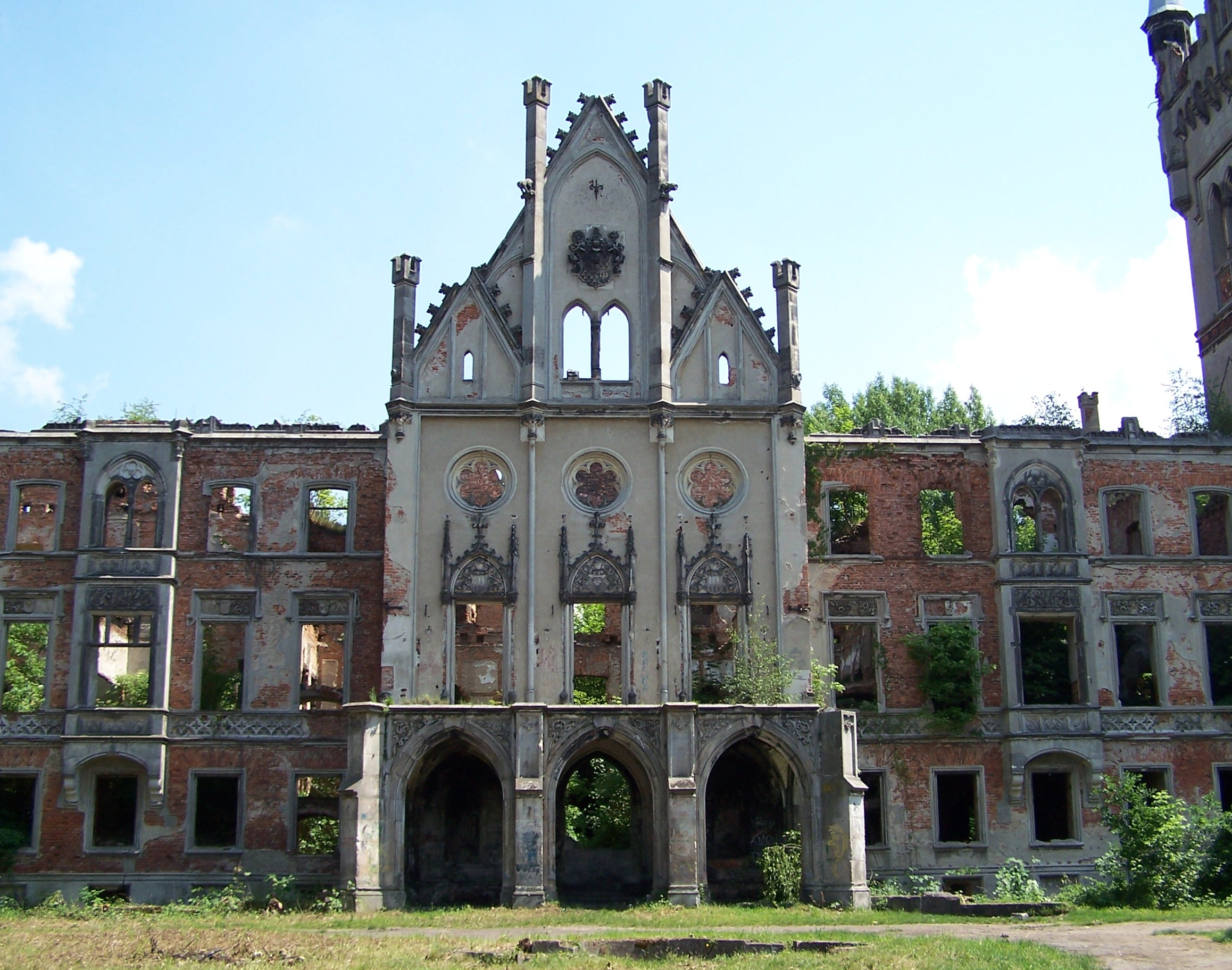
Front z herbem Schaffgotsch nad gł. wejściem
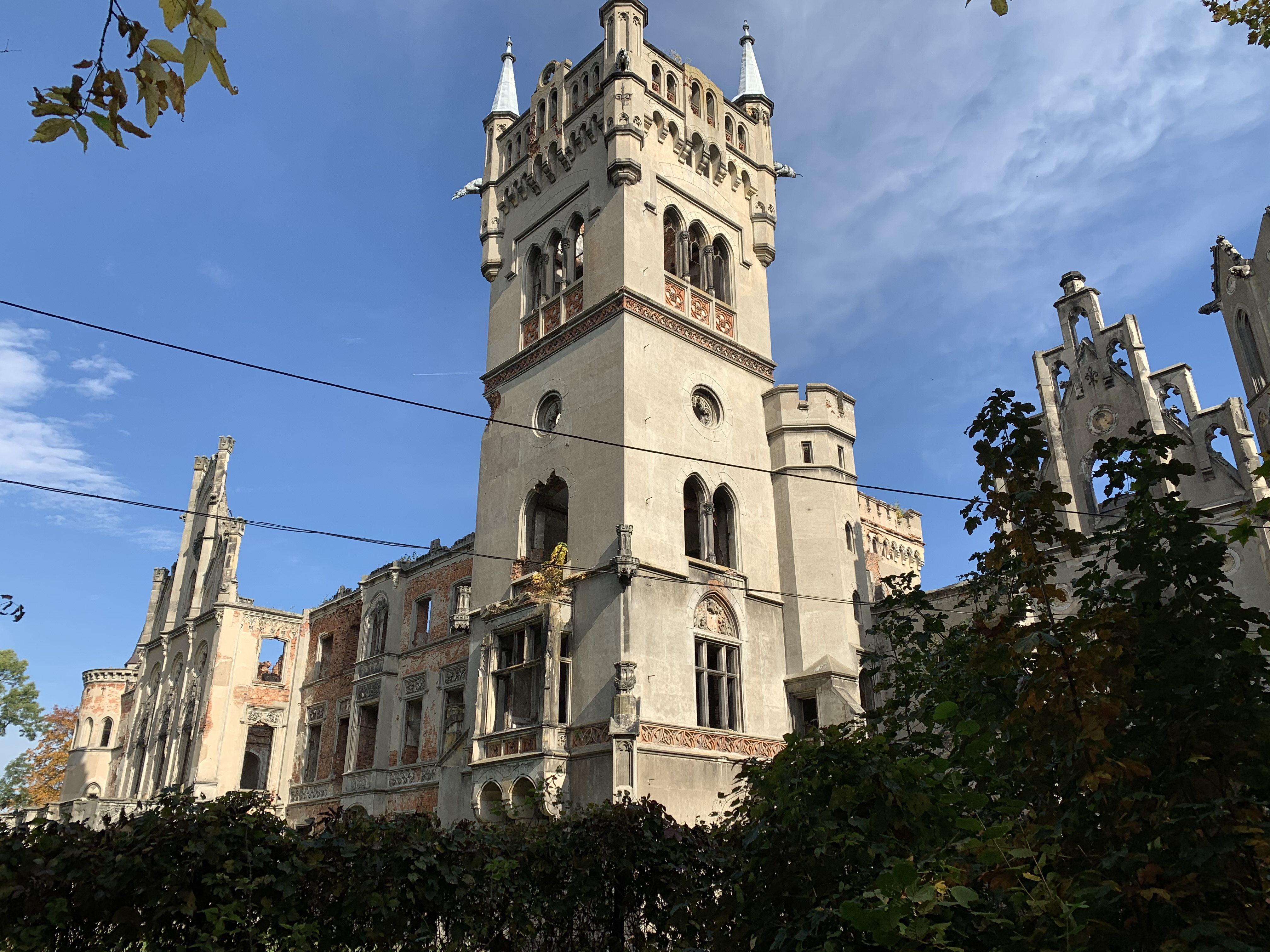
Wieża
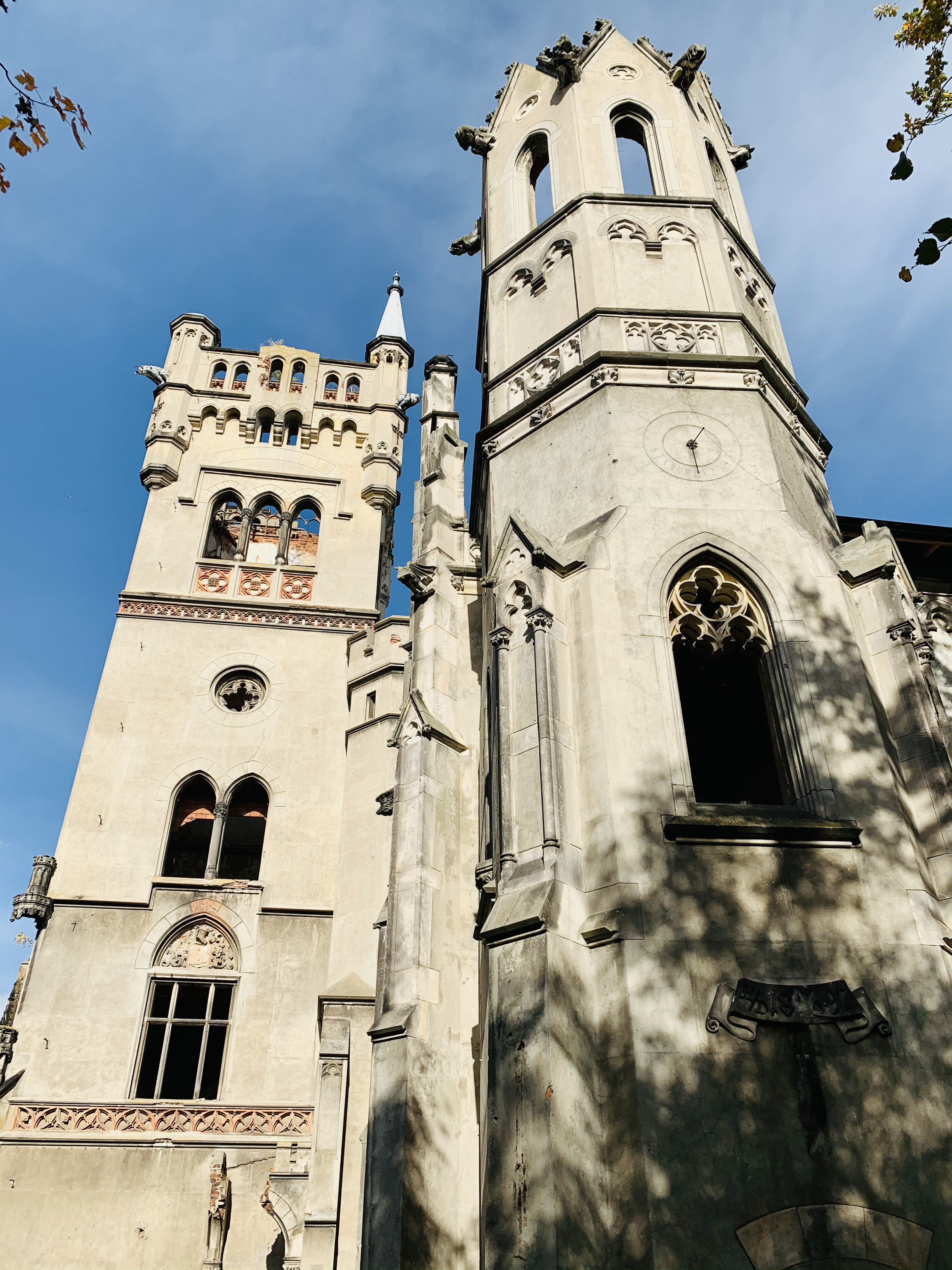
Pałac w 2019 r.
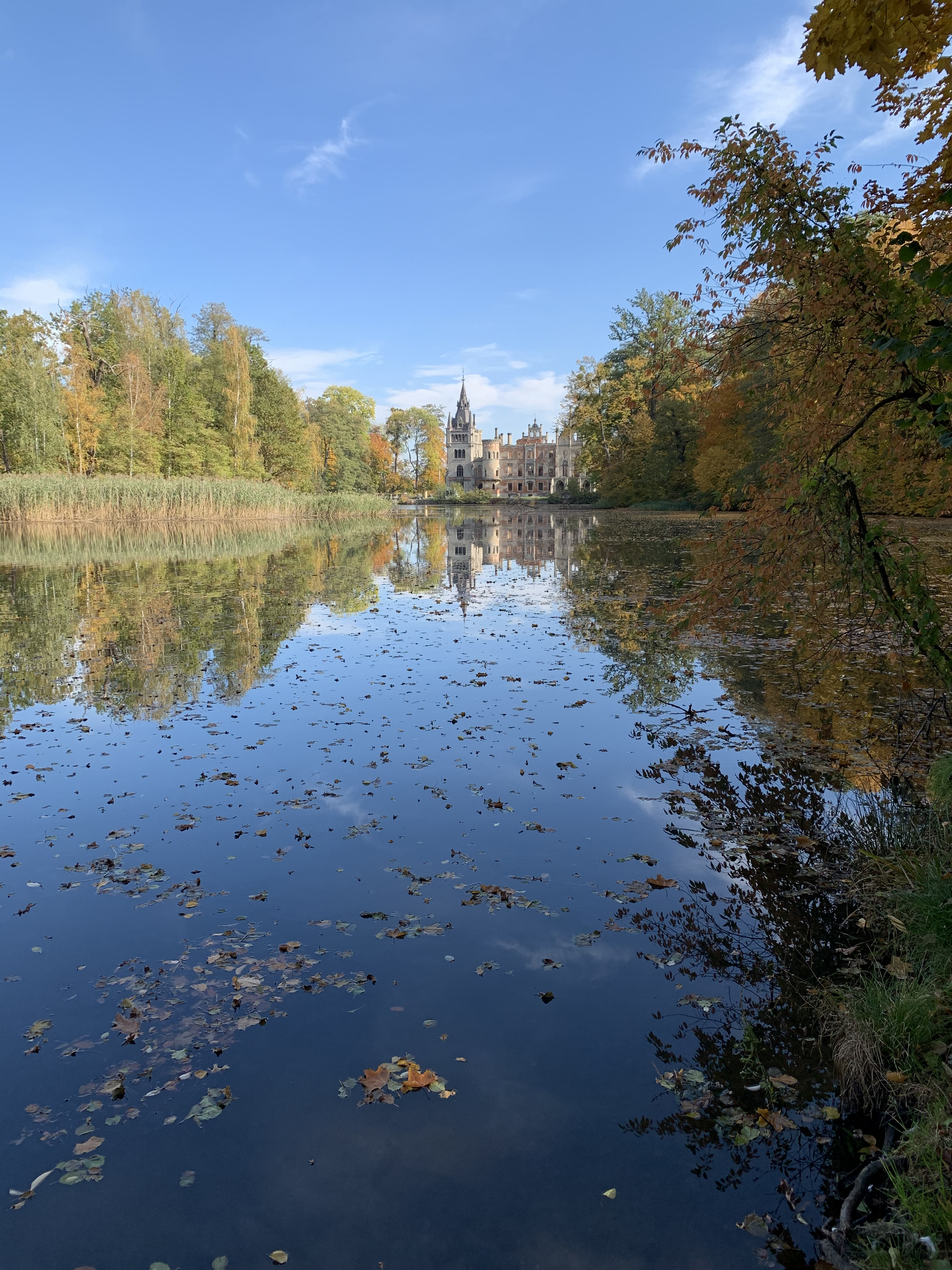
Park jesienią
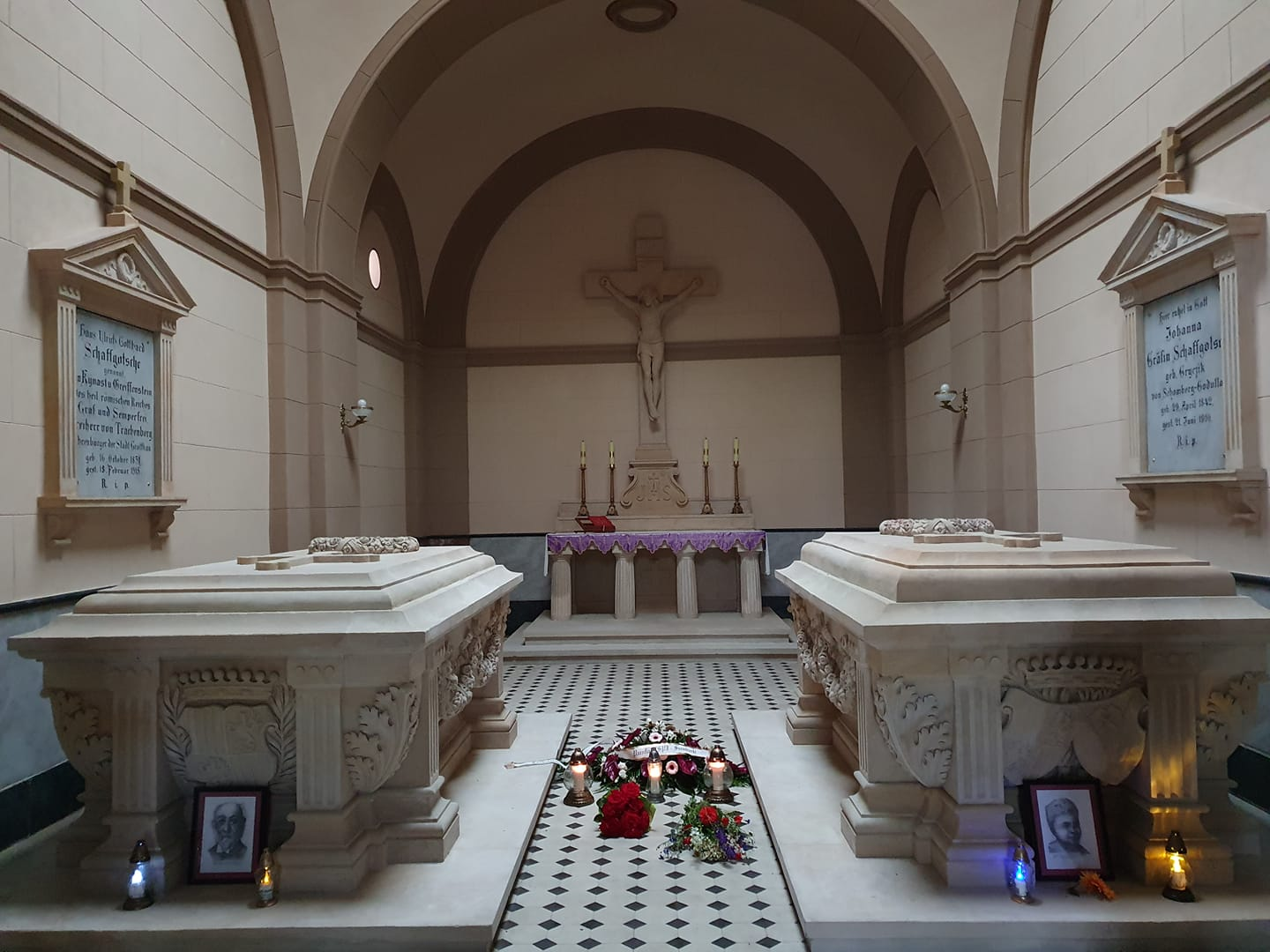
Mauzoleum rodziny Schaffgotsch